# 南湖山椒魚
南湖山椒魚（Hynobius glacialis）為台灣特有種動物，又称南湖小鲵，冰川小鲵，冰河山椒魚。主要分佈於中央山脈北段海拔3,000公尺左右的高山上，对应其种名glacialis，意为“冰川”，与生活在低海拔地区的近亲台湾小鲵相反。主要生活在高山苔原，通常在溪流或泉水附近。

## 描述
南湖小鲵呈褐色，身上有不规则的黄褐色或黑褐色斑纹，成体可达4-7厘米，是台湾最大的小鲵，前腳為四趾，後腳為五趾，第五趾則為萎縮。目前為一級保育類動物。

## 参見
- 山椒魚科
- 楚南氏山椒魚
- 台灣山椒魚
- 阿里山山椒魚
- 台灣特有種列表